# Hidarnes III
Hidarnes III (mort l'any 410 aC) va ser un sàtrapa d'Armènia a la Pèrsia aquemènida, entre els anys 450 aC i 428 aC.

## Origen
Hidarnes III podria ser el net d'Hidarnes I, un dels set nobles perses que van ajudar a Darios I el Gran a pujar al tron després d'haver matat el mag Smerdis. El fill i homònim d'aquest noble va ser un cap dels Immortals i governador de Sardes a Lídia sota Xerxes I al que va acompanyar en la seva expedició contra Atenes.
Hidarnes III va ser sàtrapa d'Armènia sota Darios II de Pèrsia. No obstant això, Pierre Briant subratlla que «ningú no pot dir amb seguretat que Hidarnes III fos un dels descendents d'un dels conjurats del 522 aC ». En aquest context, res no permet de considerar que el govern d'Armènia hagi estat atribuït a títol hereditari a aquesta família, els «pseudo Hidàrnides».
Tanmateix després de la mort de Terituixmes, fill d' Hidarnes III, la unió d'Orontes I, que també era sàtrapa d'Armènia, amb Rodoguna, filla de Estàtira i neta d'Hidarnes III, va permetre als Oròntides d'Armènia, i després als seus successor els reis de Commagena, d'adquirir una ascendència aquemènida i de reivindicar descendència d'un dels «set» famosos perses que van posar al tron a Darios I el Gran.

## Posteritat
Segons Ctèsies, Hidarnes III i la seva esposa, enterrada viva per Parisatis, van ser pares de :
- Terituixmes, sàtrapa d'Armènia.
- Estàtira, esposa d'Artaxerxes II de Pèrsia l'any 428 aC, enverinada el 400 aC.
- Metrostes i Hèlicos, executats per orde de Parisatis el 410 aC.
- Roxana, esposa del seu germà Terituixmes i executada per orde de Parisatis el 410 aC.
- dues filles, igualment executades per orde de Parisatis el 410 aC
- Tissafernes, sàtrapa de Sardes i de Jònia executat l'any 396/395 aC.
- un fill, «germà d'Estàtira», que formava part de l'entorn de Tissafernes.[9]